# Wilczkowo (województwo warmińsko-mazurskie)
Wilczkowo (niem. do 1945 Wolfsdorf) – wieś w Polsce położona w województwie warmińsko-mazurskim, w powiecie lidzbarskim, w gminie Lubomino. W latach 1975–1998 miejscowość należała administracyjnie do województwa olsztyńskiego. Wieś znajduje się w historycznym regionie Warmia.

## Historia
We wsi znajduje się kościół pw. św. Jana Chrzciciela (filialny parafii Rogiedle), obsługiwany przez księży Salezjanów. Kościół był zbudowany w latach 1786-87 a konsekrowany przez biskupa warmińskiego Ignacego Krasickiego w 1789 r. Wystrój wnętrza pochodzi z XIX w.. Ołtarze wykonano w pracowni Chrystiana Beniamina Schultza.